# Gobiosoma ginsburgi
Gobiosoma ginsburgi is een straalvinnige vissensoort uit de familie van grondels (Gobiidae). De wetenschappelijke naam van de soort is voor het eerst geldig gepubliceerd in 1928 door Hildebrand & Schroeder.